# Tercena de Metztitlán
La Tercena, también conocido como el Cabildo de Indios es un edificio que data de la época de la Nueva España; se encuentra ubicado en Metztitlán, Hidalgo, México.
Es uno de los pocos edificios y ejemplos de arquitectura cívica del siglo XVI, que se encuentran en México. Cuenta con una combinación de elementos arquitectónicos indígenas y europeos, incluido un pórtico con columnas decoradas con celosías y motivos frutales, además de una gárgola con una cabeza de águila de diseño prehispánico. En el interior se conserva un extraordinario conjunto de murales policromados. El edificio se encuentra en riesgo, amenazado por las grietas causadas por la actividad sísmica, el vandalismo, la falta de protección y el expolio arqueológico y artístico.

## Historia
La fecha de su construcción se remonta al siglo XVI, se estima que su construcción se realizó entre 1537 y 1540, al mismo tiempo que el antiguo convento La Comunidad en la misma población. No se sabe realmente acerca del uso al que estaba destinado el edificio.
Recibe el nombre de Tercena, es decir el almacén para vender al por mayor tabaco y otros efectos estancados, es decir, los artículos, productos o sustancias cuya producción, adquisición, distribución o cualquiera otra actividad concerniente a los mismos sea atribuida por ley. Se ha supuesto, que el edificio estaba destinado a la recaudación de diezmos y tributos; aunque las dimensiones del edificio no permitirían almacenar gran cosa siendo que el tributo de los indígenas se rendía en especie.
Mejor orientación en cuanto a su uso proporciona el estudio de los murales del interior que fueron descubiertos en 1974; por tal motivo se supone que aquí se llevaban a cabo diligencias para juzgar delitos, y para reunir al cabildo.

## Arquitectura
Su ámbito arquitectónico mira hacia las montañas, a través de los arcos que enmarcan el paisaje. Es uno de los pocos ejemplos de una edificación civil del siglo XVI. Está compuesta por dos galerías paralelas de planta cuadrangular, con techos de bóveda de cañón. La galería norte limita con la calle y tiene acceso por tres arcos de medio punto, sobre columnas con el fuste en torzal y decoración mural. La galería del sur tiene arcos de medio punto en tres de sus lados, todos se apoyan en gruesas columnas de fuste liso.
La puerta se abre en el arco central de los tres existentes, soportados por columnas de fustes labrados a los laterales, con la particularidad de ser completamente iguales los capiteles y las bases. En los muros oriente y poniente de la segunda sala se encuentran, dos arcos con apoyo en una columna central y dos pilastras, según la distribución anterior; al frente que ve al sur tiene cuatro, divididos en dos grupos por tres contrafuertes.
En la segunda sala los fustes de las columnas son lisos, aunque los capiteles y las bases son idénticos. Las gárgolas están labradas figurando cabezas de diversos animales, existen tres.

## Pintura
Los murales adornaban paredes y bóvedas de una de las dos salas, la más antigua. Un friso pintado, horizontal, separa la superficie de la bóveda de cañón de los paramentos inferiores. Los restos del friso superior están compuestos por jarrones renacentistas y aves. El ave de pico y cuello largos bien pudiera ser el achiquiliche. El achiquiliche, cuyo nombre científico fue Podiceps metztitlanensis, especie endémica y que forma parte de la lista de especies de aves extinguidas.
El mural que sobresale es una águila, que apresa con su pico a un animal semejante a un escorpión; sobre él una cinta con una inscripción. observa una calavera y restos de otra cartela con varias letras. De acuerdo a la historiadora Elisa García Barragán, el escorpión al ser devorado, su ponzoña mata al ave, es una enseñanza mortal; la justicia se debe de impartir sin incurrir en consideraciones que puedan revertirse contra la justicia misma y contra el propio juez.
Esta pintura se sitúa en el muro oriente, testero del edificio, hacia el Norte de una ventana central; se complementaba con otra, colocada simétricamente del lado Sur del vano. De esta solo quedan pequeños fragmentos, entre los que se observa una calavera y restos de otra cartela con varias letras.
En el muro norte se repiten los mismos respaldos a todo lo largo, aunque la altura que alcanzan es menor; porque en las reuniones quienes se colocaban aquí se sentaban en nivel más bajo; tendrían menor jerarquía que los del muro cabecero. Todo ello produce la impresión de una sala en la que se efectuaban reuniones, cuya cabecera es el muro de la ventana, el de los sitiales altos.